# Ingvar Ewald Karlsson

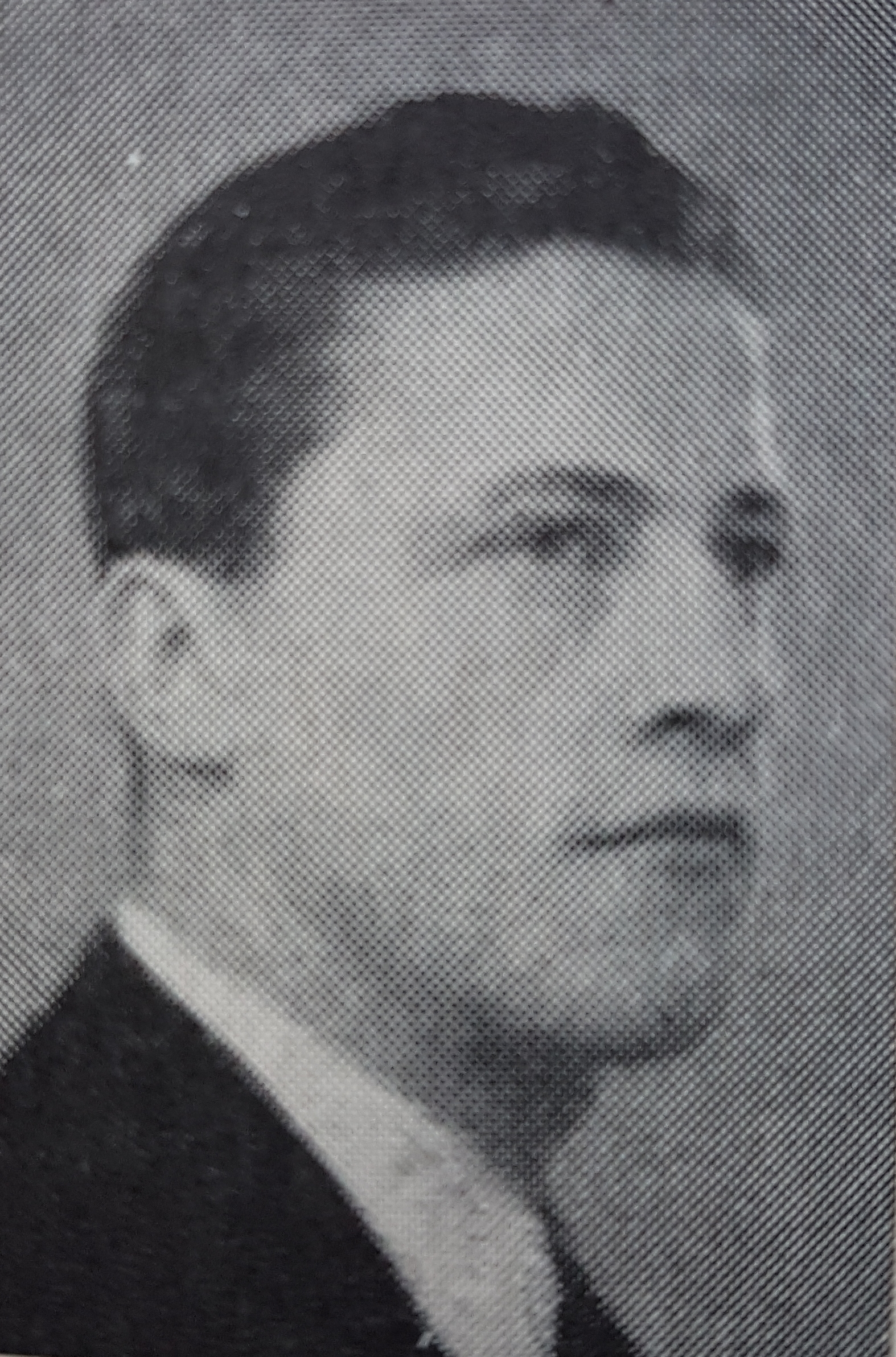
Ingvar Ewald Karlsson

Ingvar Ewald Karlsson, född 18 januari 1915 i Börjelsbyn i Nederkalix församling i Norrbottens län, död där 25 februari 1990, var en svensk målare, tecknare, grafiker och skulptör.
Han var son till hemmansägaren Lars Albert Karlsson och Hanna Granström samt från 1941 gift med Ruth Svensson. Han studerade konst vid Grünewalds målarskola samt genom självstudier under studieresor till bland annat Danmark. Separat ställde han ut på Luleå museum 1953 samt deltog i samlingsutställningar med olika lokala konstföreningar. Han var representerad i vandringsutställningen Sju Norrbottensmålare 1954. Hans konst består av målningar och teckningar med en symbolisk karaktär utförda i olja, träsnitt, torrnål samt skulpturer av trä. Karlsson är representerad vid Södertälje lasarett och Luleå lasarett. Han är gravsatt i minneslunden på Skogskyrkogården i Kalix.